# Helmut R. Salzmann

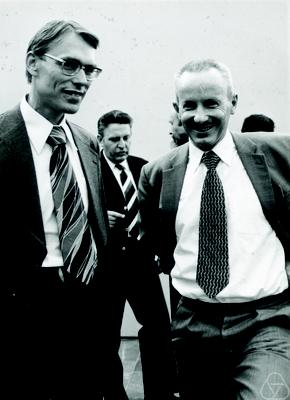
Helmut R. Salzmann (links), 1975

Helmut R. Salzmann (* 3. November 1930; † 8. März 2022) war ein deutscher Mathematiker und ordentlicher Professor für Mathematik an der Eberhard Karls Universität Tübingen.

## Leben
Nach dem Studium in Freiburg im Breisgau und Tübingen wurde er 1957 in Tübingen bei Günter Pickert zum Thema Topologische projektive Ebenen zum Dr. rer. nat. promoviert. Er war Assistent bei Reinhold Baer in Frankfurt am Main und habilitierte sich dort 1961. Er wurde 1967 Ordinarius in Tübingen. Die Emeritierung erfolgte 1998.
Zu seinen Schülern zählen Dieter Betten, Hermann Hähl, Rainer Löwen, Peter Plaumann, Karl Strambach und Markus Stroppel.

## Forschung
Salzmanns Forschungsinteresse lag in der Geometrie und Topologie. Er beschäftigte sich insbesondere mit kompakten projektiven Ebenen, d. h. Inzidenzstrukturen, die die Axiome einer projektiven Ebene erfüllen und deren Menge der Punkte und ebenso die Menge der Geraden mit einer Hausdorff-Topologie derart versehen werden, dass Verbinden (von Punkten) und Schneiden (von Geraden) stetige Abbildungen sind. Er gilt als Begründer dieses als Topologische Geometrie bezeichneten Teilgebiets der Inzidenzgeometrie. Kompakte projektive Ebenen haben Dimension 2, 4, 8 oder 16. Nachdem er in den 60er Jahren 2-dimensionale projektive Ebenen klassifiziert hatte, waren zahlreiche von Salzmanns späteren Arbeiten der Klassifikation von 16-dimensionalen projektiven Ebenen mit großen Automorphismengruppen gewidmet.

## Schriften (Auswahl)
- Kompakte zweidimensionale projektive Ebenen. Math. Ann. 145 (1961/62), 401–428.
- Zur Klassifikation topologischer Ebenen. Math. Ann. 150 (1963), 226–241.
- Zur Klassifikation topologischer Ebenen. II. Abh. Math. Sem. Univ. Hamburg 27 (1964), 145–166.
- Zur Klassifikation topologischer Ebenen. III. Abh. Math. Sem. Univ. Hamburg 28 (1965), 250–261.
- Topological Planes. Advances in Math. 2 (1967), 1–60, OCLC 718630541.
- mit Dieter Betten, Theo Grundhöfer, Hermann Hähl, Rainer Löwen und Markus Stroppel: Compact projective planes. With an introduction to octonion geometry. Berlin 1995, ISBN 3-11-011480-1.
- mit Theo Grundhöfer, Hermann Hähl und Rainer Löwen: The Classical Fields. Cambridge 2007, ISBN 978-0-521-86516-6.